# Schloss Hautepenne

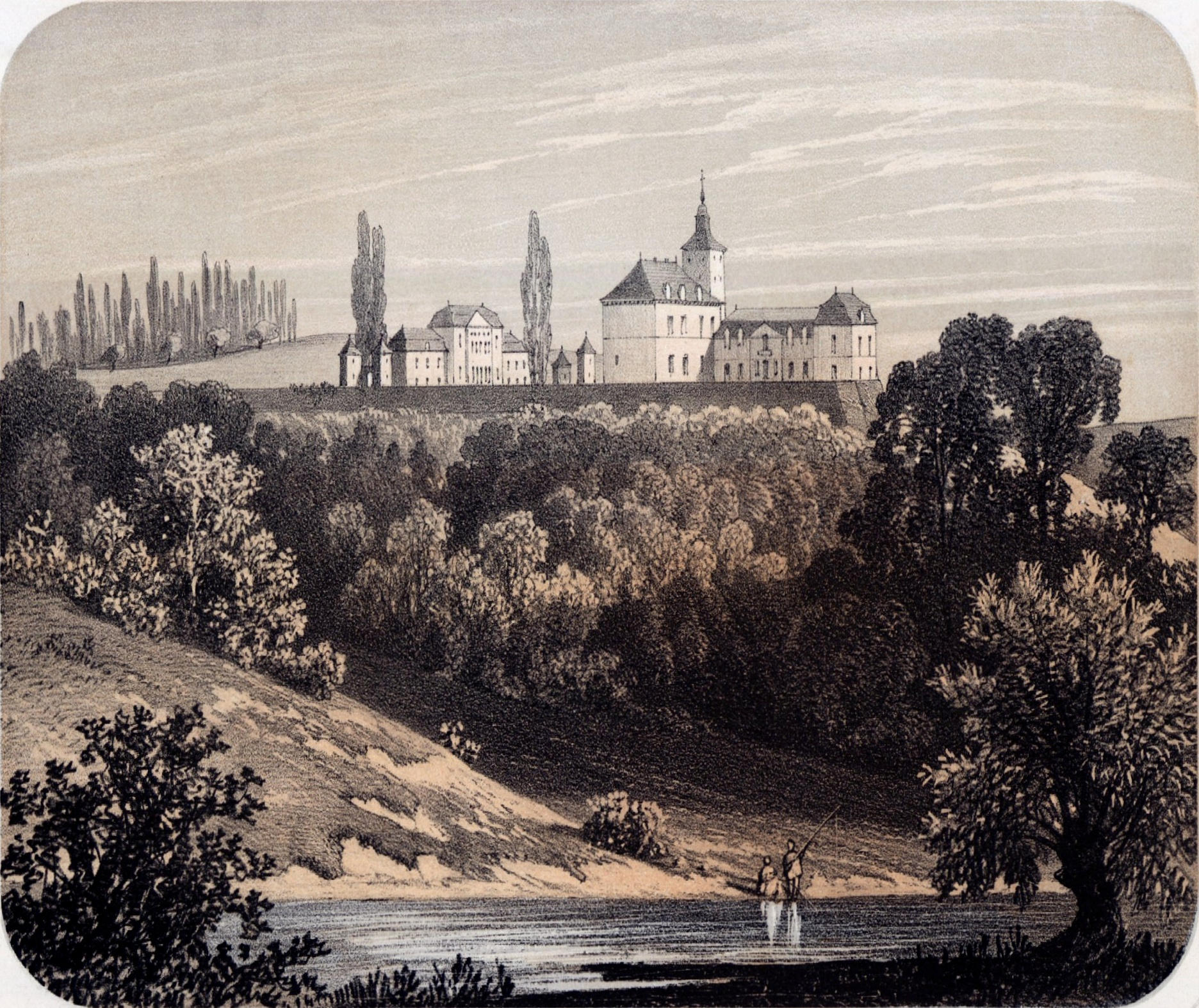
Schloss Hautepenne auf einer Lithografie, Ende 19. Jh.

Das Schloss Hautepenne (französisch Château de Hautepenne), auch Haultepenne und Hautpenne geschrieben, ist eine Schlossanlage in Gleixhe, einer Ortschaft in der belgischen Gemeinde Flémalle. Seit 1979 steht sein Hauptgebäude unter Denkmalschutz (Monument classé), 1984 wurde dann das gesamte Schlossareal in die belgische Denkmalliste aufgenommen.

## Beschreibung
Das etwa zwei Hektar große Schlossareal erstreckt sich auf einem Felsplateau, das im Westen und Norden durch hohe Stützmauern begrenzt ist. Zugang gewährt im Norden ein schlichter Torbau, dem sich östlich ein zweigeschossiges Gebäude im Stil des Barocks anschließt. Westlich des Tores steht ein kleiner Pavillonbau mit schiefergedecktem Pyramidendach. Im Osten des Areals liegt der terrassierte Schlossgarten. Zum Schloss gehören etwa 120 Hektar Wald- und Landbesitz, der die Anlage umgibt.
Die kleine Schlossanlage ist ein zweiflügeliges Gebäude, dessen nördlicher Flügel mit seinem Walmdach aus dem 17. Jahrhundert stammt. Dieser besitzt Kreuzstockfenster und helle Eckquaderungen. Seine zwei Geschosse wurden aus Backstein im Stil der maasländischen Renaissance errichtet und stoßen am östlichen Ende an einen fünfstöckigen, mittelalterlichen Wohnturm aus dem 14. Jahrhundert, der von einer ungewöhnlich geformten, polygonalen Schieferhaube mit Windrichtungsgeber abgeschlossen ist. Seine über ein Meter dicken Mauern erheben sich auf einem annähernd halbkreisförmigen Grundriss und bestehen aus gebrochenem Kalksandstein. Sie besitzen Schießscharten und nur kleine, schmale Fenster. Der Turm stellt den ältesten Teil des Schlosses dar. Dem Nordflügel schließt sich südlich im rechten Winkel ein eingeschossiger Trakt aus der Mitte des 18. Jahrhunderts mit einer Fassade im Louis-quinze-Stil an.

## Geschichte

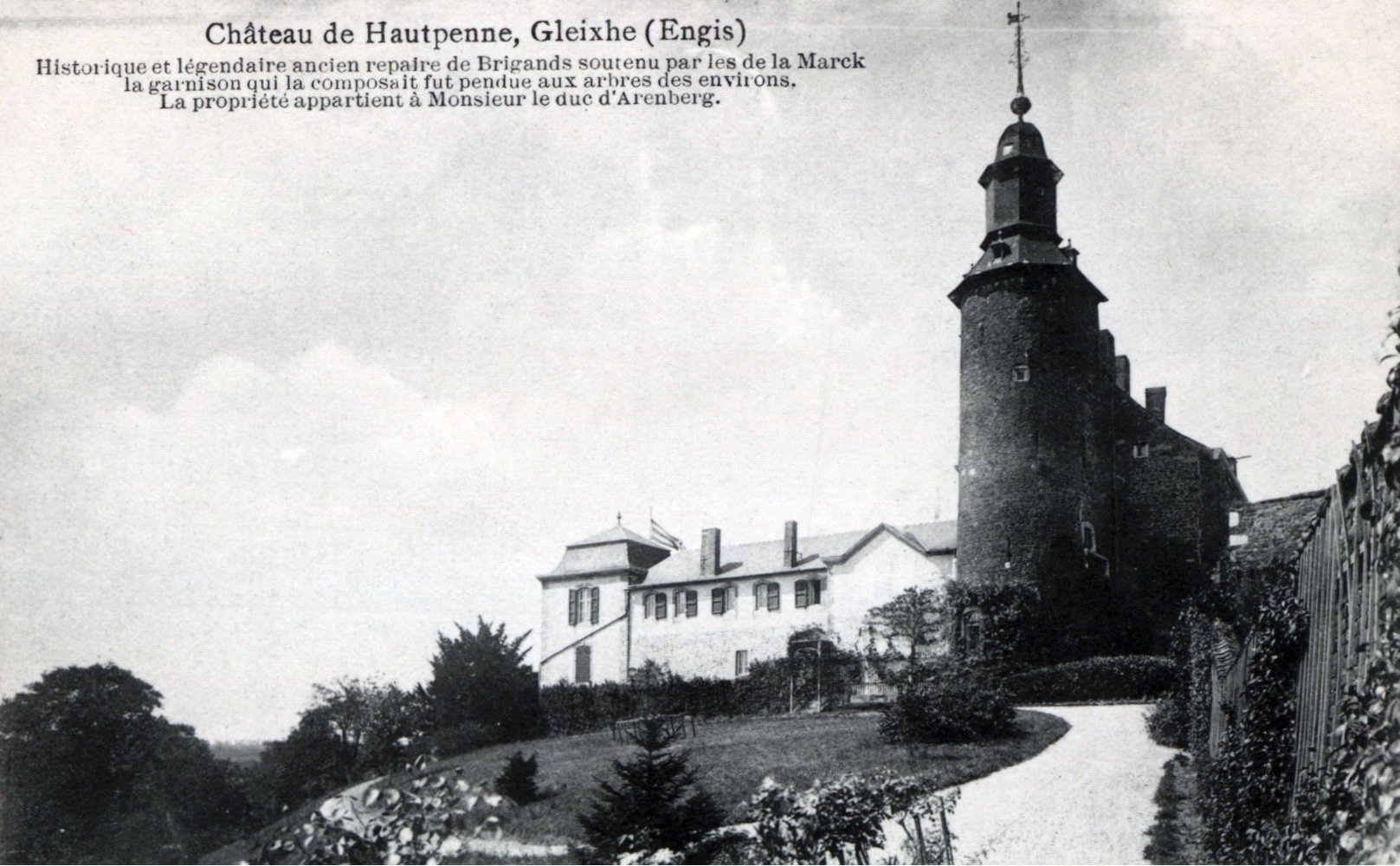
Das Schloss Ende des 19. Jahrhunderts

Es war vielleicht der aus dem Haus Warfusée stammende Lambert de Harduemont (auch de Haultepenne), der am heutigen Ort um 1330 eine erste Burg errichten ließ. Sie diente Wilhelm I. von der Mark zeitweilig als Zufluchtsort während seines Kampfes gegen den Lütticher Fürstbischof Louis de Bourbon, als dieser Wilhelms nahe gelegenes Schloss Aigremont zerstört hatte.
Nach Marguerite de Waroux kam die Seigneurie Hautepenne 1409 an die flämische Familie Berlaymont, in deren Besitz sie bis 1653 blieb. In jenem Jahr vermachte sie Marie de Berlaymont ihrem Sohn, dem späteren Grafen Louis Philippe d’Egmont, prince de Gane. Von 1752 bis 1982 gehörte das Schloss schließlich den Herzögen von Aremberg.
Der belgische Staat konfiszierte die Anlage 1919 nach Ende des Ersten Weltkriegs als Wiedergutmachung und stellte sie unter Sequestration, ehe sie Antoine France im Jahr 1926 erwarb. Seine Tochter, eine verheiratete Galand, erbte das Anwesen 1945. Seitdem befindet sich das Schloss im Besitz dieser Familie.